# Niestek
Niestek – staropolskie imię męskie, złożone z dwóch członów: nie- (negacja) i -stek ("stać"). Mogło powstać przez negację imion z pierwszym członem Stani- albo stanowić formę skróconą imienia Nestor (w staropolszczyźnie Nieścior).
Żeński odpowiednik: Niestanka.